# Datsun 120
Der Datsun 120 war ein Pritschenwagen bzw. Pick-up, der von Nissan in Japan von 1955 bis 1957 hergestellt wurde. Er war der Nachfolger des Datsun 1121.
Der Wagen hatte einen seitengesteuerten Vierzylinder-Reihenmotor, Typ D-10, mit 860 cm³ Hubraum, der eine Leistung von 25 bhp (18,4 kW) abgab. Er war mit einem lenkradgeschalteten Vierganggetriebe ausgestattet.
Ab 1957 ersetzte ihn der Datsun 220 mit obengesteuertem Motor.

## Quelle
- Fahrzeugdaten bei Earlydatsun.com (englisch)